# Wit-Russisch curlingteam (gemengd)
Het Wit-Russische curlingteam vertegenwoordigt Wit-Rusland in internationale curlingwedstrijden.

## Geschiedenis
De openingseditie van een internationaal toernooi voor gemengde landenteams was het Europees kampioenschap in het Andorrese Canillo. Wit-Rusland nam daar niet aan deel. De eerste keer dat Wit-Rusland er bij was was in 2009. Het bereikte de play-offs niet. Het beste resultaat werd behaald in 2018, een achttiende plaats.
Na de tiende editie van het EK werd beslist het toernooi te laten uitdoven en te vervangen door een nieuw gecreëerd wereldkampioenschap voor gemengde landenteams. De eerste editie vond in 2015 plaats in het Zwitserse Bern, Wit-Rusland werd eenendertigste. Het team van Wit-Rusland kwam nooit verder dan een twintigste plaats.

## Wit-Rusland op het wereldkampioenschap
| Jaar | Plaats        | Skip               | WG            | W             | V             | PV            | PT            |
| ---- | ------------- | ------------------ | ------------- | ------------- | ------------- | ------------- | ------------- |
| 2015 | 31            | Pavel Petrov       | 8             | 2             | 6             | 38            | 58            |
| 2016 | 29            | Dmitri Barkan      | 6             | 1             | 5             | 23            | 47            |
| 2017 | 20            | Pavel Petrov       | 6             | 3             | 3             | 28            | 38            |
| 2018 | 20            | Ilia Sjalamitski   | 8             | 4             | 4             | 39            | 44            |
| 2019 | 21            | Alina Pavljoetsjik | 7             | 4             | 3             | 50            | 30            |
| 2022 | Geen deelname | Geen deelname      | Geen deelname | Geen deelname | Geen deelname | Geen deelname | Geen deelname |
| 2023 | Geen deelname | Geen deelname      | Geen deelname | Geen deelname | Geen deelname | Geen deelname | Geen deelname |
| 2024 | Geen deelname | Geen deelname      | Geen deelname | Geen deelname | Geen deelname | Geen deelname | Geen deelname |

## Wit-Rusland op het Europees kampioenschap
| Jaar | Plaats        | Skip               | WG            | W             | V             | PV            | PT            |
| ---- | ------------- | ------------------ | ------------- | ------------- | ------------- | ------------- | ------------- |
| 2005 | Geen deelname | Geen deelname      | Geen deelname | Geen deelname | Geen deelname | Geen deelname | Geen deelname |
| 2006 | Geen deelname | Geen deelname      | Geen deelname | Geen deelname | Geen deelname | Geen deelname | Geen deelname |
| 2007 | Geen deelname | Geen deelname      | Geen deelname | Geen deelname | Geen deelname | Geen deelname | Geen deelname |
| 2008 | Geen deelname | Geen deelname      | Geen deelname | Geen deelname | Geen deelname | Geen deelname | Geen deelname |
| 2009 | 23            | Dmitri Kirillov    | 7             | 0             | 7             | ?             | ?             |
| 2010 | 22            | Dmitri Kirillov    | 7             | 1             | 6             | ?             | ?             |
| 2011 | 20            | Dmitri Kirillov    | 7             | 1             | 6             | 23            | 52            |
| 2012 | 20            | Dmitri Kirillov    | 7             | 2             | 5             | 25            | 36            |
| 2013 | 18            | Alina Pavljoetsjik | 7             | 3             | 5             | 42            | 50            |
| 2014 | 21            | Alina Pavljoetsjik | 7             | 1             | 6             | 39            | 39            |